# Филин Акрагантский
Фили́н Акрага́нтский (др.-греч. Φιλῖνος) — древнегреческий историк III века до н. э. из Акраганта (Сицилия). Произведения не сохранились и известны только из пересказа их фрагментов Полибием и Диодором Сицилийским. Излагал историю Первой Пунической войны с прокарфагенских позиций. Возможно, сам сражался на стороне карфагенян или сопровождал их армию. Высказывалось предположение, что антиримские настроения Филина связаны с жестоким обращением римлян с Акрагантом, который был ими захвачен в 261 году до н. э.
Полибий при изложении событий Первой Пунической войны пользовался трудами Филина и Квинта Фабия Пиктора, но больше всё же Фабия, устраняя «крайности» римского патриотизма. Возможно, описание Полибием осады Лилибея основано на свидетельстве Филина как очевидца этих событий. Тем не менее Полибий остро критикует Филина за необъективность, а также называет вымыслом его свидетельство о существовании римско-карфагенского договора 306 года до н. э., согласно которому Сицилия была отнесена к сфере влияния Карфагена, а Аппенинский полуостров — Рима. Диодор Сицилийский же опирался прежде всего на Филина, который, в свою очередь, использовал карфагенские источники.